# Lijst van afleveringen van Upstairs, Downstairs
Dit is een lijst met afleveringen van de Britse televisieserie Upstairs, Downstairs. De serie telt vijf seizoenen. Een overzicht van alle afleveringen is hieronder te vinden.

## Seizoen 1
| Nr. | Titel aflevering           | Uitzenddatum     |
| --- | -------------------------- | ---------------- |
| 1   | On Trial                   | 10 oktober 1971  |
| 2   | The Mistress and the Maids | 17 oktober 1971  |
| 3   | Board Wages                | 24 oktober 1971  |
| 4   | The Path of Duty           | 31 oktober 1971  |
| 5   | A Suitable Marriage        | 7 november 1971  |
| 6   | A Cry for Help             | 14 november 1971 |
| 7   | Magic Casements            | 23 januari 1972  |
| 8   | I Dies from Love           | 30 januari 1972  |
| 9   | Why Is Her Door Locked?    | 6 februari 1972  |
| 10  | A Voice from the Past      | 13 februari 1972 |
| 11  | The Swedish Tiger          | 20 februari 1972 |
| 12  | The Key of the Door        | 27 februari 1972 |
| 13  | For Love of Love           | 5 maart 1972     |

## Seizoen 2
| Nr. | Titel aflevering        | Uitzenddatum     |
| --- | ----------------------- | ---------------- |
| 1   | The New Man             | 21 oktober 1972  |
| 2   | A Pair of Exiles        | 28 oktober 1972  |
| 3   | Married Love            | 4 november 1972  |
| 4   | Whom God hath Joined... | 10 november 1972 |
| 5   | Guest of Honour         | 17 november 1972 |
| 6   | The Property of a Lady  | 24 november 1972 |
| 7   | Your Obedient Servant   | 1 december 1972  |
| 8   | Out of the Everywhere   | 8 december 1972  |
| 9   | An Object of Value      | 15 december 1972 |
| 10  | A Special Mischief      | 29 december 1972 |
| 11  | The Fruits of Love      | 5 januari 1973   |
| 12  | The Wages of Sin        | 12 januari 1973  |
| 13  | A Family Gathering      | 19 januari 1973  |

## Seizoen 3
| Nr. | Titel aflevering     | Uitzenddatum     |
| --- | -------------------- | ---------------- |
| 1   | Miss Forrest         | 27 oktober 1973  |
| 2   | A House Divided      | 3 november 1973  |
| 3   | A Change of Scene    | 10 november 1973 |
| 4   | A Family Secret      | 17 november 1973 |
| 5   | Rose's Pigeon        | 24 november 1973 |
| 6   | Desirous of Change   | 1 december 1973  |
| 7   | Word of Honour       | 8 december 1973  |
| 8   | The Bolter           | 15 december 1973 |
| 9   | Goodwill to All Men  | 22 december 1973 |
| 10  | What the Footman Saw | 29 december 1973 |
| 11  | A Perfect Stranger   | 5 januari 1974   |
| 12  | Distant Thunder      | 12 januari 1974  |
| 13  | The Sudden Storm     | 19 januari 1974  |

## Seizoen 4
| Nr. | Titel aflevering                       | Uitzenddatum      |
| --- | -------------------------------------- | ----------------- |
| 1   | A Patriotic Offering                   | 14 september 1974 |
| 2   | News from the Front                    | 21 september 1974 |
| 3   | The Beastly Hun                        | 28 september 1974 |
| 4   | Women Shall Not Weep                   | 5 oktober 1974    |
| 5   | Tug of War                             | 12 oktober 1974   |
| 6   | Home Fires                             | 19 oktober 1974   |
| 7   | If You Were the Only Girl in the World | 26 oktober 1974   |
| 8   | The Glorious Dead                      | 2 november 1974   |
| 9   | Another Year                           | 9 november 1974   |
| 10  | The Hero's Farewell                    | 16 november 1974  |
| 11  | Missing Believed Killed                | 23 november 1974  |
| 12  | Facing Fearful Odds                    | 30 november 1974  |
| 13  | Peace out of Pain                      | 7 december 1974   |

## Seizoen 5
| Nr. | Titel aflevering             | Uitzenddatum      |
| --- | ---------------------------- | ----------------- |
| 1   | On with the Dance            | 7 september 1975  |
| 2   | A Place in the World         | 14 september 1975 |
| 3   | Laugh a Little Louder Please | 21 september 1975 |
| 4   | The Joy Ride                 | 28 september 1975 |
| 5   | Wanted - a Good Home         | 5 oktober 1975    |
| 6   | An Old Flame                 | 12 oktober 1975   |
| 7   | Disillusion                  | 19 oktober 1975   |
| 8   | Such a Lovely Man            | 26 oktober 1975   |
| 9   | The Nine Days Wonder         | 2 november 1975   |
| 10  | The Understudy               | 9 november 1975   |
| 11  | Alberto                      | 16 november 1975  |
| 12  | Will Ye No Come Back Again   | 23 november 1975  |
| 13  | Joke Over                    | 30 november 1975  |
| 14  | Noblesse Oblige              | 7 december 1975   |
| 15  | All the King's Horses        | 14 december 1975  |
| 16  | Whither Shall I Wander?      | 21 december 1975  |